# Lepidopterophilie
Lepidopterophilie bezeichnet bei Pflanzen das Merkmalssyndrom, das mit der entomophilen Insektenbestäubung durch Schmetterlinge (Lepidoptera) einhergeht. Es gibt dabei deutliche Unterschiede, ob die Bestäubung durch Tagfalter oder durch Nachtfalter geschieht (beide keine Taxa). In jedem Fall wird Nektar als Belohnung angeboten, den die Schmetterlinge mit ihren Saugrüsseln aufnehmen. Man unterscheidet verschiedene Unterarten der Schmetterlingsbestäubung:
- Phalenophilie (Motten)
- Pyrilidophilie (Zünsler)
- Psychophilie (Tagfalter)
- Sphingophilie (Nachtfalter)
- Phalaenophilie (Nachtschwärmer)

## Psychophilie
Psychophilie ist die Anpassung an Bestäubung durch Tagfalter. Dieses Syndrom umfasst langröhrige Blumen oder Stieltellerblumen, das sind Röhrenblüten kombiniert mit einem Landeplatz für Bestäuber. Der Nektar ist bis zu 40 mm tief in den meist schmalen Röhrenblüten verborgen. Die Blütenfarbe ist häufig rot, auch blau, gelb, selten weiß. Blütenmale kommen häufig vor. Die Blumen duften nicht intensiv und – für den Menschen – angenehm. Häufig kommen Schaukelantheren vor.
Eine typische Tagfalterblume ist die Feuer-Lilie (Lilium bulbiferum): Der Nektar wird in engen Rinnen auf den Perigonblättern gebildet. Bei der Türkenbund-Lilie (Lilium martagon) sind die Perigonblätter zurückgeschlagen und so glatt, dass die Schmetterlinge nicht landen können. Sie werden daher im Schwirrflug etwa vom Taubenschwanz (Macroglossum) bestäubt. Verbreitet sind Tagfalterblumen etwa bei den Nelkengewächsen, etwa Rote Lichtnelke (Silene dioica), Kornrade (Agrostemma githago), bei den Kreuzblütlern (Brassicaceae), bei Kardengewächsen (Dipsacaceae).
Als Bestäuber wichtige Vertreter sind die Dickkopffalter (Hesperiidae), Bläulinge (Lycaenidae), Fleckenfalter (Nymphalinae), Weißlinge (Pieridae) und Ritterfalter (Papilionidae).

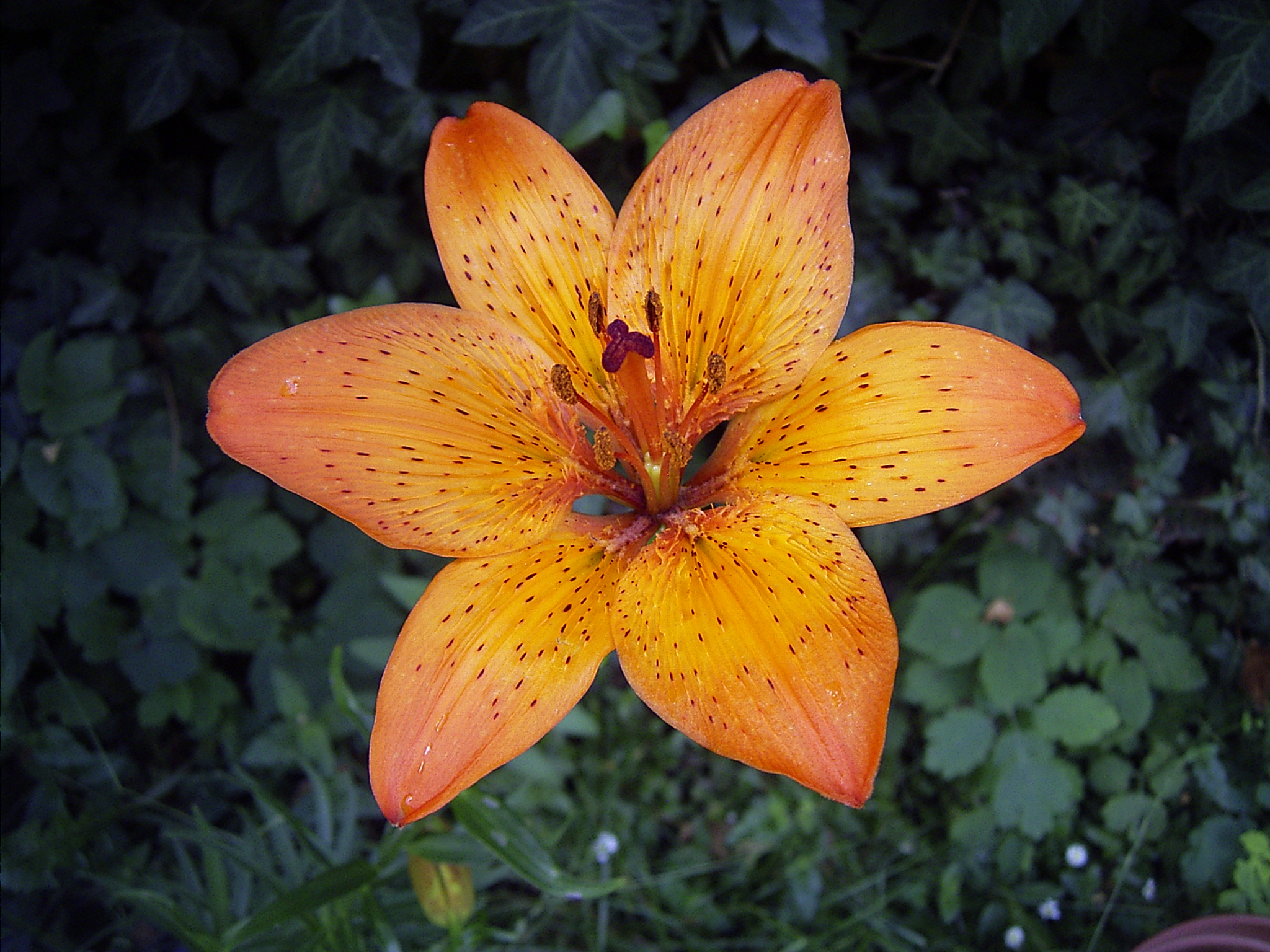
Feuer-Lilie
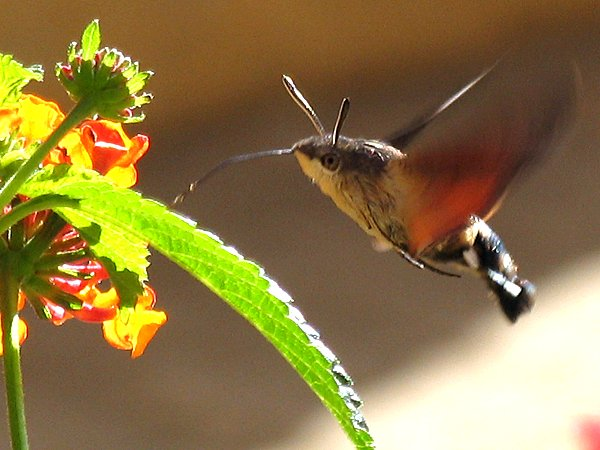
Taubenschwänzchen
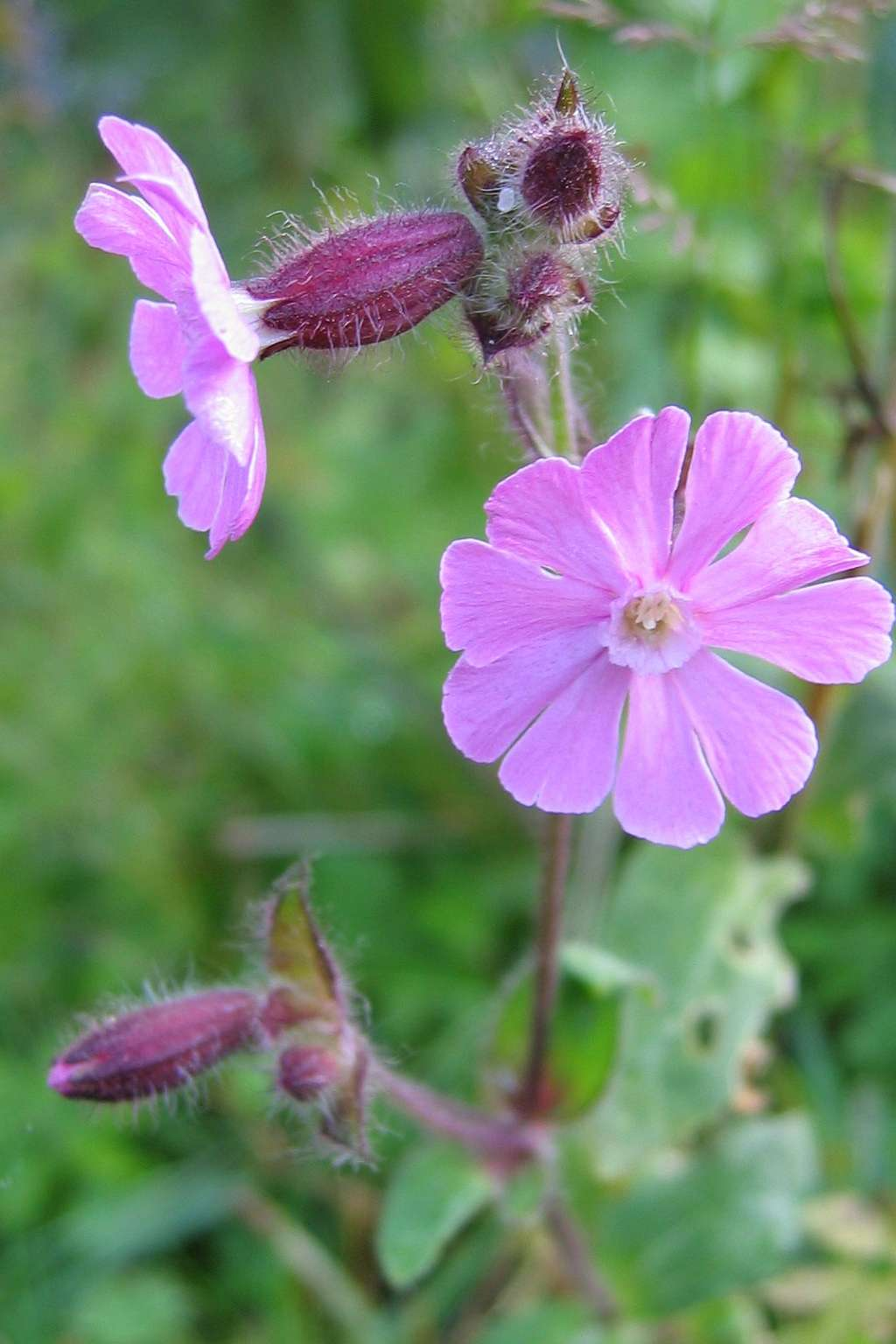
Rote Lichtnelke
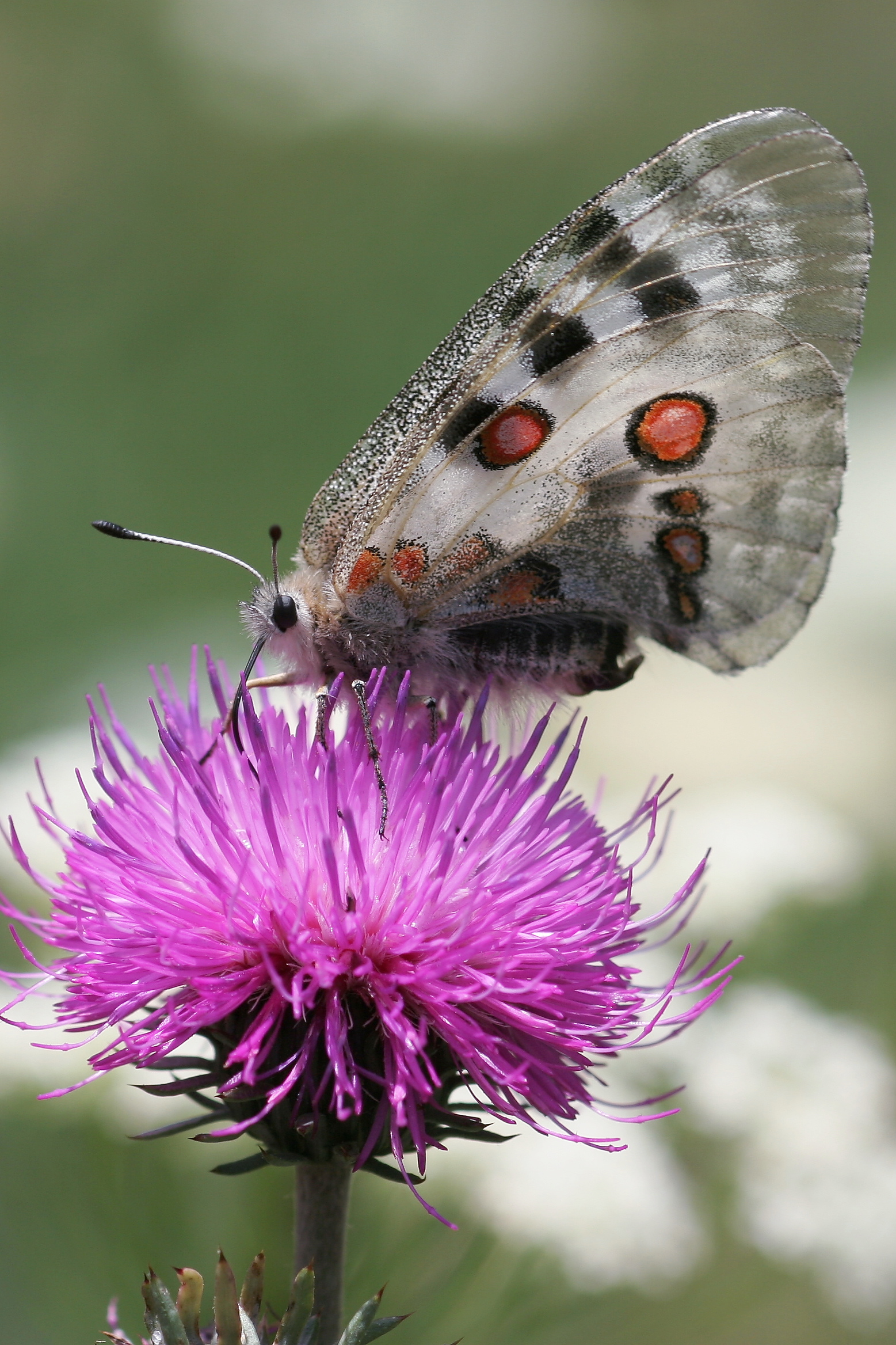
Roter Apollo auf einer Distelblüte

## Sphingophilie
Sphingophilie ist die Anpassung an Bestäubung durch Nachtfalter. Das Syndrom umfasst meist sehr lange röhrenförmige Blumen. Häufig ist keine Landemöglichkeit vorhanden (Nachtschwärmerblumen). Der Nektar kann 20 Zentimeter tief verborgen sein, teilweise noch tiefer, wie z. B. beim Stern von Madagaskar (Angraecum sesquipedale). Die Blütenfarbe ist meistens weiß. Die Blumen duften häufig intensiv parfümiert. Auch hier kommen Schaukelantheren vor. Die Anthese und die Duftfreisetzung erfolgen in der Nacht.
Die Bestäubung erfolgt hier häufig im Schwirrflug durch Vertreter der Schwärmer (Sphingidae). Die Eulenfalter (Noctuidae) benötigen einen Landeplatz. Diesen bieten ihnen etwa weißblühende Nelkengewächse wie die Weiße Lichtnelke (Silene alba).
Charakteristische Schwärmerblumen sind etwa Heckenkirschen (Lonicera): die Kronröhre ist lang und glatt, die Schaukelanthere ragt weit heraus. Beim Waldgeißblatt (Lonicera periclymenum) zeigt ein Gelbwerden der Blüte an, dass sie keinen Nektar mehr bietet.
Auch die Bürstenblumen etwa des Echten Kapernstrauchs (Capparis spinosa) werden von Nachtfaltern bestäubt.

## Phalaenophilie
Manchmal wird von der Sphingophilie die Phalaenophilie abgetrennt: die Bestäubung durch Nachtfalter, die einen Landeplatz benötigen, wie die Eulenfalter. Sphingophilie ist dann enger definiert als reine Schwärmerbestäubung.

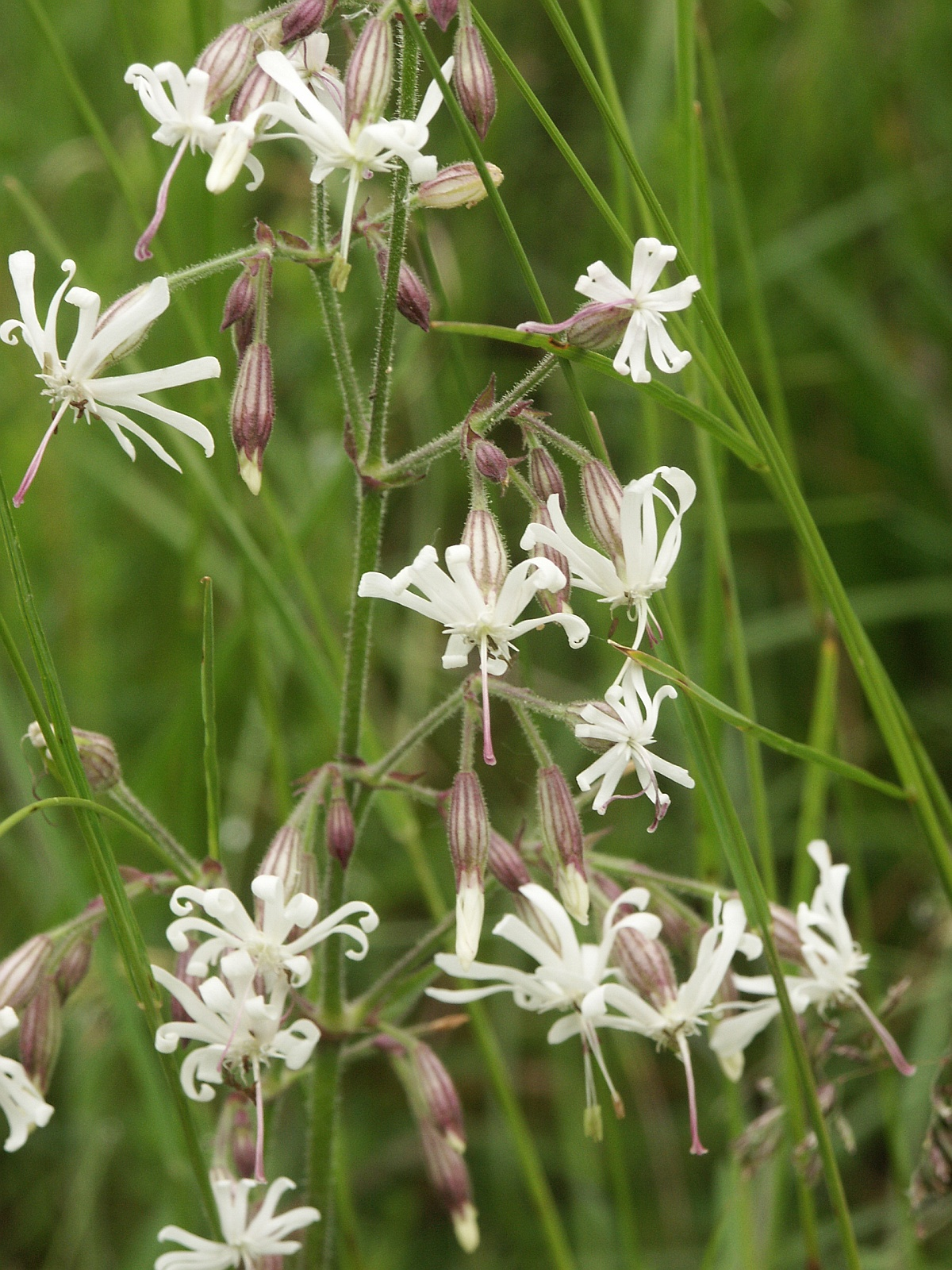
Nickendes Leimkraut
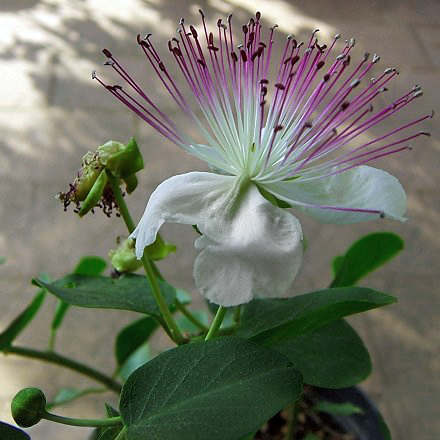
Echter Kapernstrauch
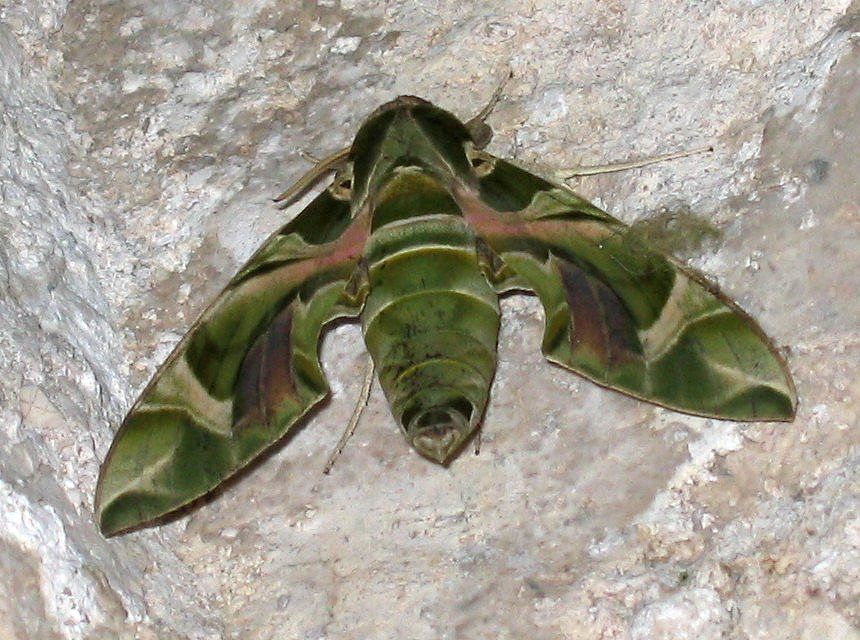
Oleanderschwärmer
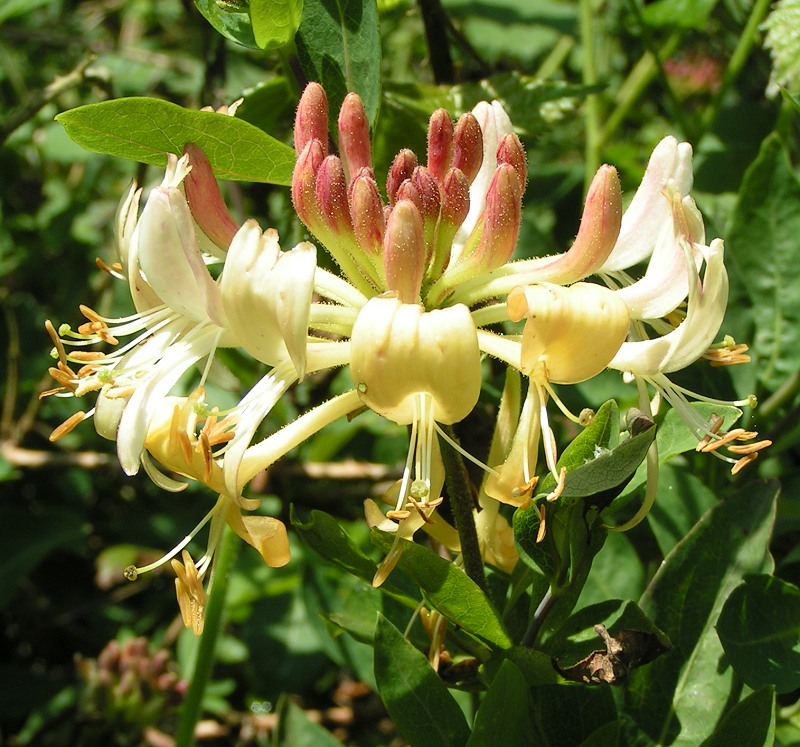
Wald-Geißblatt

## Belege
- Peter Leins: Blüte und Frucht. Morphologie, Entwicklungsgeschichte, Phylogenie, Funktion, Ökologie. E. Schweizerbart’sche Verlagsbuchhandlung, Stuttgart 2000, ISBN 3-510-65194-4, S. 233–237.
- Joey Lukas: Psychophilie und Sphingophilie. Anpassung von Blüten an die Bestäubung durch Schmetterlinge. Grin, 2017, ISBN 978-3-668-67114-0.